# Assita Touré
Pour les articles homonymes, voir Touré.
Assita Toure est une nageuse ivoirienne, née le 24 novembre 1992, à Treichville (Abidjan). Elle a participé aux Jeux olympiques d'été de 2012 à Londres.